# 콩팥깔때기
콩팥 깔때기(renal pelvis) 또는 신우(腎盂)는 신장에서 요관이 나오는 부분의 깔때기 모양의 받침대이다. 신우는 신장에서 생성된 소변을 모아 수뇨관으로 보내는 역할을 한다. 해부학에서 신반(腎盤)이라고도 한다.

## 같이 보기
- 집합관계
- 콩팥 잔